# Çanakkale Belediye Spor Kulübü 2016-2017
Questa voce raccoglie le informazioni riguardanti il Çanakkale Belediye Spor Kulübü nelle competizioni ufficiali della stagione 2016-2017.

## Organigramma societario
Area direttiva
- Presidente: İsmet Güneşhan

Area tecnica
- Allenatore: Üzeyir Özdurak
- Allenatore in seconda: Volkan Güç
- Assistente allenatore: Kemal Karakaş
- Scoutman: Yavuz Kaya

## Rosa
| N° | Nome              | Ruolo | Data di nascita  | Nazionalità sportiva |
| -- | ----------------- | ----- | ---------------- | -------------------- |
| 1  | Jana Matiašovská  | S     | 7 luglio 1987    | Azerbaigian          |
| 2  | Sinem Yıldız      | C     | 12 aprile 1986   | Turchia              |
| 4  | Beyza Arıcı       | C     | 27 luglio 1995   | Turchia              |
| 5  | Elif Uzun         | S     | 1º aprile 1991   | Turchia              |
| 6  | Hande Şahbaz      | S     | 26 luglio 1992   | Turchia              |
| 7  | Şule Yetimoğlu    | L     | 5 gennaio 1992   | Turchia              |
| 8  | Mia Jerkov        | S     | 5 dicembre 1982  | Croazia              |
| 9  | Ceren Çınar       | P     | 9 settembre 1992 | Turchia              |
| 10 | Seda Türkkan      | P     | 12 giugno 1984   | Turchia              |
| 11 | Buse Kayacan      | L     | 15 luglio 1992   | Turchia              |
| 12 | Gözde Dal         | C     | 21 marzo 1988    | Turchia              |
| 13 | Ayşe Bozkaya      | S     | 6 aprile 1998    | Turchia              |
| 17 | Ceren Kestirengöz | O     | 19 luglio 1993   | Turchia              |
| 18 | Arzum Tezcan      | P     | 4 gennaio 2000   | Turchia              |

## Statistiche

### Statistiche di squadra
| Competizione     | Punti | In casa | In casa | In casa | In trasferta | In trasferta | In trasferta | Totale | Totale | Totale |
| Competizione     | Punti | G       | V       | P       | G            | V            | P            | G      | V      | P      |
| ---------------- | ----- | ------- | ------- | ------- | ------------ | ------------ | ------------ | ------ | ------ | ------ |
| Sultanlar Ligi   | 34,87 | 16      | 7       | 9       | 14           | 6            | 8            | 30     | 13     | 17     |
| Coppa di Turchia | -     | 1       | 1       | 0       | 1            | 0            | 1            | 2      | 1      | 1      |
| Challenge Cup    | -     | 2       | 1       | 1       | 2            | 1            | 1            | 4      | 2      | 2      |
| Totale           | -     | 19      | 9       | 10      | 17           | 7            | 10           | 36     | 16     | 20     |

G = partite giocate; V = partite vinte; P = partite perse

### Statistiche dei giocatori
| Giocatrice     | Campionato | Campionato | Campionato | Campionato | Campionato | Coppa di Turchia | Coppa di Turchia | Coppa di Turchia | Coppa di Turchia | Coppa di Turchia | Challenge Cup | Challenge Cup | Challenge Cup | Challenge Cup | Challenge Cup | Totale | Totale | Totale | Totale | Totale |
| Giocatrice     | P          | PT         | AV         | MV         | BV         | P                | PT               | AV               | MV               | BV               | P             | PT            | AV            | MV            | BV            | P      | PT     | AV     | MV     | BV     |
| -------------- | ---------- | ---------- | ---------- | ---------- | ---------- | ---------------- | ---------------- | ---------------- | ---------------- | ---------------- | ------------- | ------------- | ------------- | ------------- | ------------- | ------ | ------ | ------ | ------ | ------ |
| B. Arıcı       | 28         | 249        | 135        | 79         | 35         | 2                | 15               | 3                | 10               | 2                | 4             | 36            | 20            | 13            | 3             | 34     | 300    | 158    | 102    | 40     |
| A. Bozkaya     | 0          | 0          | 0          | 0          | 0          | 0                | 0                | 0                | 0                | 0                | -             | -             | -             | -             | -             | 0      | 0      | 0      | 0      | 0      |
| C. Çınar       | 27         | 7          | 1          | 0          | 6          | 1                | 0                | 0                | 0                | 0                | 4             | 5             | 0             | 1             | 4             | 32     | 12     | 1      | 1      | 10     |
| G. Dal         | 21         | 72         | 48         | 19         | 5          | 2                | 11               | 7                | 3                | 1                | 4             | 28            | 16            | 11            | 1             | 27     | 111    | 71     | 33     | 7      |
| M. Jerkov      | 29         | 259        | 453        | 14         | 62         | 2                | 31               | 29               | 0                | 2                | 4             | 48            | 38            | 2             | 8             | 35     | 338    | 520    | 16     | 72     |
| B. Kayacan     | 29         | 0          | 0          | 0          | 0          | 2                | 0                | 0                | 0                | 0                | 4             | 0             | 0             | 0             | 0             | 35     | 0      | 0      | 0      | 0      |
| C. Kestirengöz | 29         | 285        | 223        | 33         | 29         | 2                | 22               | 17               | 4                | 1                | 4             | 50            | 43            | 6             | 1             | 35     | 357    | 283    | 43     | 31     |
| J. Matiašovská | 28         | 363        | 301        | 35         | 27         | 2                | 22               | 16               | 5                | 1                | 3             | 42            | 37            | 4             | 1             | 33     | 427    | 354    | 44     | 29     |
| H. Şahbaz      | 10         | 1          | 1          | 0          | 0          | 0                | 0                | 0                | 0                | 0                | 3             | 6             | 5             | 1             | 0             | 13     | 7      | 6      | 1      | 0      |
| A. Tezcan      | 1          | 0          | 0          | 0          | 0          | -                | -                | -                | -                | -                | -             | -             | -             | -             | -             | 1      | 0      | 0      | 0      | 0      |
| S. Türkkan     | 29         | 74         | 19         | 12         | 43         | 2                | 7                | 1                | 1                | 5                | 4             | 9             | 3             | 0             | 6             | 35     | 90     | 23     | 13     | 54     |
| E. Uzun        | 29         | 39         | 32         | 2          | 5          | 2                | 7                | 5                | 2                | 0                | 4             | 22            | 18            | 3             | 1             | 35     | 68     | 55     | 7      | 6      |
| Ş. Yetimoğlu   | 28         | 2          | 0          | 0          | 2          | 2                | 0                | 0                | 0                | 0                | 4             | 3             | 0             | 0             | 3             | 34     | 5      | 0      | 0      | 5      |
| S. Yıldız      | 23         | 198        | 77         | 38         | 23         | 1                | 5                | 2                | 3                | 0                | 4             | 11            | 6             | 4             | 1             | 28     | 214    | 85     | 45     | 24     |

P = presenze; PT = punti totali; AV = attacchi vincenti; MV = muri vincenti; BV = battute vincenti